# Solenobia siculella
Solenobia siculella är en fjärilsart som beskrevs av Hans Rebel 1919. Solenobia siculella ingår i släktet Solenobia och familjen säckspinnare. Inga underarter finns listade i Catalogue of Life.